# Baskírok

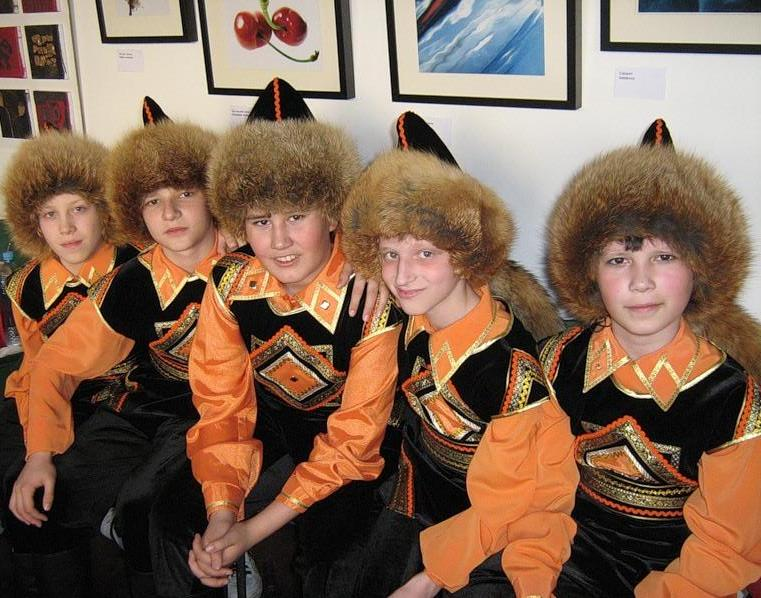
Baskír fiatalok

A baskírok (baskírul: Башҡорттар) a török nyelvek közé tartozó baskír nyelvet beszélő nép, amelynek hazája az Oroszországhoz tartozó Baskíria.
Baskírok élnek az Oroszországi Föderációhoz tartozó más területeken is: Tatárföldön, a Permi határterületen, a Cseljabinszki, az Orenburgi, a Kurgani, Szverdlovszki, Szamarai és a Szaratovi területeken. Jelentős számban élnek Üzbegisztánban és Kazahsztánban is. A nép teljes lélekszámát 2002-ben 1,75 millióra becsülték, zömük az Oroszországi Föderációban él, főképp az Ural hegység déli lankáin és a szomszédos síkságokon.

## Híres baskírok
- Szalavat Julajev nemzeti hős, a Pugacsov-felkelés résztvevője.
- Zeki Velidi Togan történész, turkológus.
- Jakup Kulmij költő.
- Murtaza Rahimov, Baskíria első elnöke.
- Elbrusz Nigmatullin, atléta.
- Gaziz Almuhametov tenor, zeneszerző.
- Zemfira énekes.
- Jurij Satunov (baskír anya), a Laszkovij Maj zenekar énekese.
- Hagyija Lutfullovna Davletsina, az első baskír írónő

## Fordítás
- Ez a szócikk részben vagy egészben  a   Baskirs című angol Wikipédia-szócikk ezen változatának fordításán alapul.  Az eredeti cikk szerkesztőit annak laptörténete sorolja fel. Ez a jelzés csupán a megfogalmazás eredetét és a szerzői jogokat jelzi, nem szolgál a cikkben szereplő információk forrásmegjelöléseként.